# Nuevo Tepeyac, Las Rosas
Nuevo Tepeyac är en ort i Mexiko.   Den ligger i kommunen Las Rosas och delstaten Chiapas, i den sydöstra delen av landet, 800 km öster om huvudstaden Mexico City. Nuevo Tepeyac ligger 1 009 meter över havet och antalet invånare är 306.
Terrängen runt Nuevo Tepeyac är huvudsakligen kuperad, men norrut är den bergig. Runt Nuevo Tepeyac är det ganska tätbefolkat, med 67 invånare per kvadratkilometer. Närmaste större samhälle är Venustiano Carranza, 13,4 km väster om Nuevo Tepeyac. Omgivningarna runt Nuevo Tepeyac är en mosaik av jordbruksmark och naturlig växtlighet.